# Jean-Claude Forest
Pour les articles homonymes, voir Forest.
Jean-Claude Forest, né le 11 septembre 1930 au Perreux-sur-Marne et mort le 30 décembre 1998 à Lagny-sur-Marne, est un auteur de bandes dessinées français.
Célèbre pour son imagination débordante, l'élégance de son trait et le sex-appeal de ses héroïnes (Marie Mathématique, Bébé Cyanure, Hypocrite et Barbarella, portée à l'écran par Roger Vadim, avec Jane Fonda dans le rôle-titre), Jean-Claude Forest a participé au chamboulement de la bande dessinée francophone, et notamment de la bande dessinée dite « adulte ». 
En 1983, il reçoit le Grand Prix de la ville d'Angoulême pour l'ensemble de son œuvre.

## Biographie
Jean-Claude Maurice Forest nait le 11 septembre 1930 au Perreux-sur-Marne. Forest débute dans O.K. en 1949. Dans les années 1950, il travaille pour Caméra 34 (1951-1954), Vaillant (1951-1953) où il crée notamment le personnage du Copyright dont Mandryka s'est inspiré pour créer le Concombre masqué, Fillette (1953-1954), Mireille (1956-1958), Suzette (1958-1959), Lisette (1962), illustre des aventures de Charlot et Bicot, ainsi que des couvertures de la revue Fiction et du Livre de poche.
En 1962, il crée dans le trimestriel V Magazine sa première série à succès, Barbarella, qui met en scène une pulpeuse héroïne dans un univers science-fictionnel débridé. Il publiera quatre albums consacré à cette héroïne (avec Daniel Billon au dessin pour le quatrième). Le premier de ces albums sera adapté au cinéma par Roger Vadim en 1968, avec Jane Fonda dans le rôle titre. 
Fin 1964, Daniel Filipacchi lui confie la direction d'un hebdomadaire dérivé de la mascotte yéyé Chouchou. Forest n'en dirige que onze numéros avant d'être remplacé par Remo Forlani ; il y crée Bébé Cyanure, série mettant en scène une autre héroïne sexy, et la bande dessinée de science-fiction Les Naufragés du temps, illustrée par Paul Gillon et parvient à publier de nombreuses histoires sans aucun rapport avec la culture yéyé, créées par des auteurs réputés (Jacques Lob, Georges Pichard, Georges Lacroix, Guy Mouminoux, Raymond Poïvet, Hugo Pratt, Robert Gigi, etc.).
En 1971, il crée le personnage d'Hypocrite, dans la même veine que Barbarella. Après avoir collaboré à toutes les revues d'avant-garde des années 1970 (Fluide glacial, Métal Hurlant, L'Écho des savanes, etc.), il travaille particulièrement dans (À suivre), dans lequel il crée avec Jacques Tardi le classique Ici Même, puis, seul, La jonque fantôme vue de l'orchestre (1980) et Enfants c'est l'Hydragon qui passe (1982).
En 1983 il reçoit le Grand Prix de la ville d'Angoulême pour l'ensemble de son œuvre. De cette date à sa mort, il crée de moins en moins de bandes dessinées. De 1985 à 1988, il dirige cependant la section bande dessinée d'Okapi, et crée Leonid Beaudragon pour le magazine. Sa dernière œuvre, Il faut y croire pour le voir, dessinée par Alain Bignon, paraît en 1996.
Forest meurt le 30 décembre 1998 à Lagny-sur-Marne, âgé de 68 ans.

## Œuvres

### Bandes dessinées (albums)
- Hippolyte et les Diamants de Pesetas-City (scénario et dessin), Éditions Elan, début des années 1950.
- Charlot (dessin), avec Montaubert (scénario), Société parisienne d'édition :

18. Charlot a de la chance
19. Charlot et les mammouths
20. Charlot contre Mandrago Satanas
22. Charlot chercheur d'uranium
23. Charlot dans le grand monde
24. Charlot chevalier de la Table Ronde
26. Charlot dans les affaires
29. Charlot se débrouille
31. Charlot pionnier interplanétaire, 1960.
33. Charlot et les robots, 1961.
36. Charlot gagne un royaume, 1962.
- Bicot (dessin), avec Maric (scénario), Azur :

2. Bicot et Dorothée au cirque, 1959.
3. Bicot et Dorothée aux Jeux Olympiques, 1961.
- Cendrillon (dessin), avec Marijac (scénario), Éditions de Chateaudun, 1961.
- Barbarella :

1. Barbarella (scénario et dessin), Le Terrain vague, 1964.
2. Les Colères du mange-minutes (scénario et dessin), Kesselring, 1974.
3. Le semble-lune (scénario et dessin), Pierre Horay, 1977.
4. Le miroir aux tempêtes (scénario), avec Daniel Billon (dessin), Éditions du Fromage, 1982.

- Hypocrite (scénario et dessin), Dargaud :

1. Hypocrite et le monstre du Loch Ness, 1971.
2. Comment décoder l'Etircopyh, 1973.
3. N'importe quoi de cheval, 1974.

- Mystérieuse : matin, midi et soir (scénario et dessin), Dargaud, 1972.
- Les Naufragés du temps (scénario), avec Paul Gillon (dessin), Hachette :

1. L'étoile endormie, 1974.
2. La mort sinueuse, 1975.
3. Labyrinthes, 1976.
4. L'univers cannibale, 1976.

- Bébé Cyanure (scénario et dessin), Glénat, 1975.
- Tiroirs de poche et fonds de tiroir, Pierre Horay, 1976.
- Ici Même (scénario), avec Jacques Tardi (dessin), Casterman, coll. « Les Romans (À suivre) », 1979.
- La Jonque fantôme vue de l'orchestre (scénario et dessin), Casterman, coll. « Les Romans (À suivre) », 1981.
- Enfants, c'est l'Hydragon qui passe (scénario et dessin), Casterman, coll. « Les Romans (À suivre) », 1984.
- Le roman de Renart (scénario), avec Max Cabanes (dessin), Futuropolis, coll. 30/40, 1985.
- Léonid Beaudragon (scénario), avec Didier Savard (dessin),

1. Le fantôme du Mandchou fou, Bayard, 1986.
2. La nuit des totems, Alpen Publishers, 1990.
3. Le scaphandrier du lundi, Alpen Publishers, 1992.

- Il faut y croire pour le voir (scénario), avec Alain Bignon (dessin), Dargaud, coll. « Long courrier », 1996.

### Bandes dessinées (revues et magazines)
- Le Copyright puis Les Aventures du Copirit (scénario et dessin), dans Vaillant no 388 à 410, 1952-1953.
- Les Deux Isabelle, scénario de Marijac, dans le périodique Journal de Nano et Nanette (numéros 149 à 196), début années 60.
- Bébé Cyanure (scénario et dessin), dans Chouchou, 1964-1965.
- Mystérieuse Matin, Midi et Soir / Les Passagers du Vent (scénario et dessin), dans Pif Gadget, numéros 111, 115, 1971
- Hypocrite (scénario et dessin), dans France-Soir, 1971, puis Pilote, 1972-1974.
- Histoires courtes dans Charlie Mensuel, 1972 et Circus, 1975.
- Histoires courtes dans Fluide glacial, AUDIE, 1975-1978.
- Contes de la barque saoule (scénario et dessin), dans Métal Hurlant, 1976-1978.
- Histoires courtes dans Métal Hurlant, 1977.
- Ici Même (scénario), avec Jacques Tardi (dessin), dans (À suivre) no 1 à 12, 1978-1979.
- Renart (scénario), avec Max Cabanes (dessin), dans (À suivre), 1978.
- La déchéance du professeur Adamus (dessin), avec Jacques Lob (scénario), quatre pages dans (À suivre) no 14, 1979.
- La jonque fantôme vue de l’orchestre (scénario et dessin), dans (À suivre) no 24 à 31/32, 1980.
- Barbarella : Le miroir aux tempêtes (scénario), avec Daniel Billon (dessin), L'Écho des savanes no 66 à 74, Éditions du Fromage, 1980-1981.
- Enfants, c’est l’hydragon qui passe (scénario et dessin), dans (À suivre) no 55 à 59, 1982.
- Trois histoires courtes dans les numéros spéciaux de (À suivre), 1983-1986.

### Illustration
- Couvertures de Fiction, avril 1958 - septembre 1967[6].
- Couvertures des romans de SF parus dans la collection Le Rayon fantastique entre 1960 et 1964

- La Fille peinte, Roman de 247 pages d'Edmond T. Gréville, Editions KAROLUS, février 1962, Jaquette de couverture dessinée par Forest qui présente une jeune femme blonde habillée d'une robe suggestive dans un paysage battu par les vents. La scène préfigure totalement le personnage de Barbarella qui a rendu Forest célèbre en 1964. La signature de Forest est à demi-cachée par les lettres KA du nom de l'éditeur[7].

- Illustrations de rédactionnel dans (À suivre), 1978-1980.
- 8 volumes de la collection Lecture et Loisirs publiée par les éditions Dargaud, 1979-1982.
  - La Flèche noire de Robert Louis Stevenson, no 257, 1979.
  - Le Robinson suisse de Johann David Wyss, no 258, 1979.
  - Le Capitaine Fracasse de Théophile Gautier, no 273, 1980.
  - Quentin Durward de Walter Scott, no 274, 1980.
  - De la Terre à la Lune de Jules Verne, no 290, 1980.
  - Ben Hur de Lewis Wallace, no 1, 1981.
  - Cinq Semaines en ballon de Jules Verne, no 15, 1982.
  - Autour de la Lune de Jules Verne, no 16, 1982.
- L'Ancre de miséricorde de Pierre Mac Orlan, collection Signe de Piste, octobre 1991.

### Cinéma et télévision
- Marie Mathématique, scénario et dessins d'une mini-série d'animation en papier découpé (poèmes d'André Ruellan ; musique et interprétation de Serge Gainsbourg ; réalisation de Jacques Ansan) : 6 épisodes d'environ 5 minutes chacun pour l'émission Dim, Dam, Dom, diffusés par l'O.R.T.F. d'octobre 1965 à avril 1966[8],[9].
- Barbarella, conseiller artistique de l'adaptation réalisée par Roger Vadim en 1968.
- Participations à l'émission Tac au tac produite par Jean Frapat pour l'O.R.T.F., 1971-1975.
- Les poules bleues de l'automne, scénario et réalisation d'une dramatique de science-fiction pour la première chaîne de l'O.R.T.F., 1974

## Récompenses
- 1968 :  Prix Adamson du meilleur auteur international pour l'ensemble de son œuvre
- 1983 : Grand prix de la ville d'Angoulême
- 1980 : Prix du meilleur scénariste au festival d'Angoulême pour Ici Même
- 1987 : Alfred moins de 12 ans au festival d'Angoulême pour Léonid Beaudragon, t. 1 (avec Didier Savard)[10]
- 1996 : Prix Bloody Mary pour Il faut y croire pour le voir (avec Alain Bignon)

### Documentation
- Schtroumpf ! Les cahiers de la BD no 26, Glénat.
- Jean-Claude Forest. Trente Ans d'images, Casterman, 1984.
- Evariste Blanchet, « Et Forest créa Barbarella », dans Critix  n°11, automne 2000.
- Philippe Lefèvre-Vakana, L'art de Jean-Claude Forest, Angoulême, France, Éditions de l'An 2, 2004, 163 p. (ISBN 2-84856-024-X).
- Jean-Claude Forest (int. Christian Marmonnier), dans Bananas nouvelle série no 2, Bananas BD, automne-hiver 2006-2007, p. 4-23. Reprise d'une interview diffusée en juin 1996 sur Radio libertaire.